# Christoph Stark (Freestyle-Skier)
Christoph Stark (* 12. April 1980 in Oberstdorf) ist ein früherer deutscher Freestyle-Skifahrer in der Disziplin Buckelpiste.
Christoph Stark lebt in Bad Hindelang und startete für Skiclub Tiefenbach. Im Februar 1998 bestritt er in Airolo seine ersten Rennen im Europacup. In diesem Wettbewerb blieb er bis Dezember 2000 aktiv, dann konnte er in Tignes erstmals an einem Rennen des Freestyle-Skiing-Weltcups teilnehmen und als 22. sofort Weltcuppunkte gewinnen. Wenig später trat er in Whistler erstmals bei einer internationalen Meisterschaft, den Weltmeisterschaften 2001 an und wurde 19. sowie 33. des Parallelwettbewerbs. Beim letzten Rennen der Saison 2001/02 in Ruka verpasste Stark als Elfter nur um einen Rang eine erste Positionierung unter den besten Zehn. Nächstes Großereignis wurde die Freestyle-Skiing-Weltmeisterschaft 2003 in Deer Valley. Erneut trat er anders als zumeist im Weltcup in beiden Buckelpisten-Wettbewerben an. Im Einzel belegte er den 13., im Parallelrennen den 17. Platz. Wenig später erreichte er in der eher selten gefahrenen Parallel-Disziplin in Madarao mit Rang neun eine erste Top-Ten-Platzierung und wiederholte dies knapp eine Stunde später in Voss. Zum Auftakt der nächsten Saison gewann er in Kaprun ein Parallel-Rennen im Europacup. 2005 bestritt Stark in Ruka seine dritten Weltmeisterschaften und wurde 31. des Einzels und 17. des Parallel-Wettkampfes. Im Januar 2006 belegte er in Madonna di Campiglio mit Rang acht sein bestes Karriereresultat im Weltcup, das er nur noch einmal, zum Saisonende 2007 in Voss, erreichte. Zum Höhepunkt der Karriere wurde die Teilnahme an den Olympischen Spielen 2006 von Turin, bei denen er den 15. Platz belegte. Letzte internationale Meisterschaft wurden die Weltmeisterschaften 2007 in Madonna di Campiglio. Im Einzelwettbewerb platzierte Stark sich als Neunter unter den besten Zehn, im Parallel-Wettkampf wurde er 17. Danach wurden die internationalen Einsätze seltener. Im Januar 2010 bestritt er in Calgary sein letztes Weltcuprennen. Insgesamt bestritt er 62 Rennen im Weltcup, kam dabei 20 mal in die Punkteränge und fünfmal unter die besten Zehn. National gewann er mehrere deutsche Meisterschaften.